# Histoire de la Suède pendant la Seconde Guerre mondiale
Pour un article plus général, voir Histoire de la Suède.

La Suède dans l'Europe de 1942.
Suède
Troisième Reich
Zone sous occupation allemande
Alliés des Allemands
Territoires tenus par les Alliés
Territoires neutres

L'histoire de la Suède durant la Seconde Guerre mondiale se caractérise par sa politique de neutralité en place depuis plus d'un siècle. Elle maintient un statut de pays non-belligérant, ponctué d'exceptions, jusqu’à la fin de la des affrontements. Mais depuis les années 1980, l'affichage officiel de la neutralité suédoise est remis en cause par les Suédois eux-mêmes.

## Contexte
La neutralité suédoise est de mise depuis la fin des guerres napoléoniennes afin de protéger la souveraineté politique du pays,.
Environ 300 suédois se portent volontaires pour servir dans les armées du troisième Reich mais le nazisme est une idéologie qui rassemble peu les suédois. Les suédois se comportent comme des spectateurs des événements qui évoluent.

## Seconde Guerre mondiale
En 1939, 20 pays décident de conserver une politique de neutralité, mais seulement cinq d'entre eux seront en mesure de la maintenir tout au long de la guerre.
Au début des hostilités, le 1er septembre 1939, l'avenir de la Suède est flou et le gouvernement Hansson II se déclare neutre. Les militants du Parti social-démocrate suédois des travailleurs et la confédération des syndicats suédois sont bien opposés au nazisme mais le maintien de la paix est la priorité du gouvernement en particulier devant le manque de préparation militaire et des sympathies de Gustave V envers le troisième Reich.

### Guerre d'Hiver
Lors de l'attaque de l'Union soviétique sur la Finlande en novembre 1939, une grande partie de la population suédoise désire un engagement dans le conflit, à la fois pour des raisons humanitaires et militaires. L'intérêt de la Suède pour la Finlande est renforcé par le fait que ce pays a fait partie de la Suède du Moyen Âge à 1809, année où la Suède perd ses provinces outre-baltiques. Malgré des sollicitations répétées de la part du gouvernement finlandais, le gouvernement suédois choisit d'éviter un engagement militaire contre l'Armée rouge dans la guerre d'Hiver.
Toutefois, la Suède est déclarée non belligérante plutôt que neutre pendant cette guerre, acceptant l'engagement de 8 000 Suédois volontaires, et envoyant des aliments, des vêtements, des médicaments et une quantité limitée d'armes ainsi que de munitions destinées à l'aide de la Finlande attaquée,. En plus, 70 000 des enfants finlandais sont accueillis par des familles suédoises. Toutefois, le 2 mars 1940, la Suède n'autorise pas le transit de troupes franco-britanniques armées sur son territoire,. Bien que la Suède ne se soit pas déclarée neutre dans la guerre d'Hiver, elle est neutre dans le conflit opposant la France et le Royaume-Uni à l'Allemagne, qui n'a alors pas encore rompu le Pacte germano-soviétique de non-agression ayant rendu possible l'agression soviétique sur la Finlande. À l'époque, permettre le passage de troupes alliées sur son territoire aurait été considéré comme une entorse trop grande aux lois sur la neutralité[citation nécessaire].
Lors de la guerre de Continuation, pendant laquelle la Finlande se lie avec l'Allemagne hitlérienne contre l'Union soviétique, l'aide suédoise reste beaucoup plus limitée[citation nécessaire].

### Occupation du Danemark et la Norvège

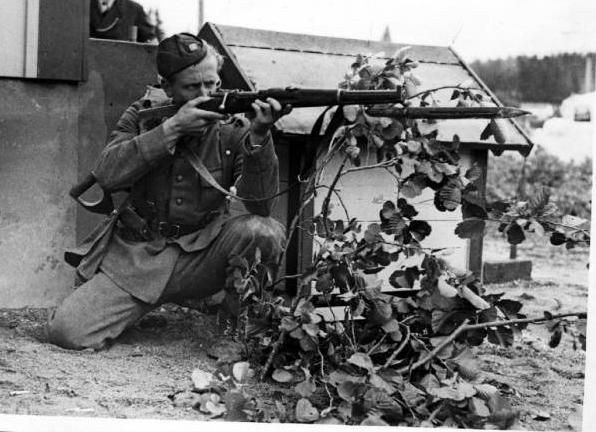
Soldat suédois durant la Seconde Guerre mondiale

À l'inverse, lorsque le Danemark et la Norvège furent à leur tour attaqués par l'Allemagne, en avril 1940, la Suède n'aida pas ces pays, se voyant forcée de respecter sa politique de neutralité, surtout de peur de se voir elle-même envahie par l'armée allemande.

## Concessions

### À l'Allemagne nazie
La politique de la Suède pendant la Seconde Guerre mondiale est surtout une politique pragmatique. Lorsqu'en 1941, le Reich demande à faire transiter ses troupes reliant la Norvège et la Finlande par les chemins de fer suédois, Gustave V menace d'abdiquer si Hitler n'obtient pas satisfaction. Afin de sauver le gouvernement d'union nationale, le Premier ministre Per Albin Hansson se résout à accepter le transit des troupes. Le gouvernement suédois est donc obligé de faire des concessions et d'autoriser l'utilisation des chemins de fer suédois par la Wehrmacht pour transporter l'infanterie de la Norvège à la Finlande et entre la Norvège et l'Allemagne.
L'accord sur l'export de minerai de fer suédois ver l'Allemagne est signé le 22 décembre 1939. L'Allemagne est un excellent partenaire économique pour la Suède qui jusqu'en novembre 1944 exporte outre son minerai de fer, nombre de produits sidérurgiques et métallurgiques[citation nécessaire].

### Aux Alliés
Il faut aussi noter que la Suède collabore secrètement avec les Alliés, en autorisant leurs unités de renseignement à espionner en Suède. Le mathématicien Arne Beurling déchiffre ainsi le codage des messages allemands qu'il transmet aux britanniques.
La Suède aurait préféré aider les Alliés, puisqu'elle était opposée aux politiques nazies, mais la réalité de la situation a donné un scénario différent. Le choix de la Suède a été le sujet de nombreux débats dans ce pays, mais à l'époque, c'était considéré comme l'option la plus valable. D'autant plus qu'elle était une voie de sortie privilégiée de l'or nazi volé aux populations déportées[citation nécessaire].

## La Suède et la Shoah
En 1933, l'existence des camps de concentration nazis est révélée dans la presse mais ce n'est qu'en automne 1942, que  l’extermination des Juifs est décrite en details.
À la fin des années 30, les demandes d'asile de réfugiés juifs ne sont pas accordées bien que les opposants allemands ou baltes soient accueillis. Jusqu'en 1942, l’Église luthérienne, avec le support du gouvernement, décourage les mariages mixtes.
En octobre 1942, les autorités de la Norvège occupée par l'Allemagne lancent une série d'opérations pour rassembler la petite population juive du pays, estimée à environ 2 000 personnes. La nouvelle est relayée par la presse suédoise, mais le ministère des Affaires étrangères de l’époque est « plutôt lent à comprendre ce qui se tramait ». La plupart des Juifs norvégiens sont arrêtés lors des premières opérations, mais la résistance norvégienne réussit à faire passer clandestinement des réfugiés juifs en Suède à bord du « Transport de Carl Fredriksens (en) ». On estime ainsi que jusqu'à 1 100 personnes auraient pu être sauvées,.
Après avoir reçu l'approbation du gouvernement suédois, 8 000 juifs danois sont évacués avec succès vers la Suède en octobre et novembre 1943.
Le diplomate suédois Raoul Wallenberg parvient à sauver plus de 7 000 Juifs hongrois grâce un un passport de protection.
Dans la fin des années 1990, un programme d'éducation sur la Shoah est mis en place par le Premier ministre Göran Persson. Ce dernier fonde par ailleurs l'Alliance internationale pour la mémoire de l'Holocauste.

## Remise en cause du mythe de la neutralité suédoise
La coopération de la Suède est critiquée notamment par le journal Göteborgs Handels- och Sjöfartstidning et est aussi souvent le sujet de débats dans la Suède de l'après-guerre, ainsi que dans les pays voisins. On ne peut cependant pas dire qu'elle ait été pire que celle de nombreux autres pays en Europe : on pourrait argumenter que la Suède, jamais envahie, était plus ou moins occupée par défaut.
Il y a quelques années la Suède a décidé de remettre en cause sa neutralité pendant la Seconde Guerre mondiale et même sur son passé nazi,.
En 1997, le quotidien Dagens Nyheter publie une enquête qui démontre que le gouvernement Hansson III était au courant de l'origine de l'or pour payer le minerai de fer. Au total, il s'agit de 35 tonnes d'or confisquées aux victimes du nazisme,,.